# قصف تطوان 1936
قصف تطوان هو قصف جوي وقع على تطوان عاصمة محمية المغرب الإسبانية في 18 يوليو 1936، في بداية الحرب الأهلية الإسبانية. ويعد هذا القصف أول قصف جوي على أهداف مدنية.

## البداية
ثارت الحامية العسكرية في مليلية بعد ظهر يوم 17 يوليو 1936، وبحلول الليل تمكنت من تأمين كامل المدينة. في ذلك الوقت كانت تطوان عاصمة المحمية الإسبانية للمغرب، كونها أهم مدينة في المنطقة. رفض أرتورو ألفاريز-بويلا غودينو المفوض السامي الإسباني في المغرب، الانضمام إلى التمرد. فتم اقتياده إلى السجن واستبداله بالعقيد إدواردو ساينز دي بورواغا. فأضحى كل المغرب الإسباني في يد الجيش الثائر.
بمجرد أن تلقت حكومة جمهورية كاساريس كيروغا الأنباء الأولى للانتفاضة في المحمية الإسبانية في المغرب بعد ظهر يوم الجمعة 17 يوليو حتى أمرت الطيران والبحرية بقصف مواقع المتمردين في شمال إفريقيا. لتنفيذ الإجراءات الجوية، تم تحويل الطائرات التجارية دوغلاس دي سي-2 وفوكر إف السابعة إلى عسكرية بسرعة، وأقلعت من مطار تبلادة (إشبيلية) حيث نفذت سلسلة من الغارات في 17 و 18 يوليو فوق مليلية (قصفت مقر الفيلق الإسباني) وسبتة والعرائش وتطوان.

## القصف
أسقط في تطوان عاصمة المحمية 8 قنابل أصابت مبنى المفوضية السامية ولكن قصفت أيضًا المسجد ومحيطه، مما تسبب في وقوع العديد من الضحايا. فاندلع في الحي المعروف باسم المدينة العتيقة لتطوان انتفاضة شعبية مغربية ضد الإسبان لقصفهم البيوت والمساجد، فانتشلوا من بين الأنقاض حوالي 15 قتيلاً وأكثر من 40 جريحاً. فتوجه الحشد الغاضب نحو المندوبية السامية، حيث بدت بوادر ثورة من الصعب إيقافها، لذا لجأ العقيد خوان لويس بيجبيدير (مندوب شؤون السكان الأصليين) إلى صديقه الوزير سيدي أحمد الغنمية، الذي دخل على الجماهير بحصانه طالبا منهم بحق الله التهدئة، فهدأت الحشود.
تمت مكافأة هذا العمل من الوزير على الفور بتكريمه وسام الصليب من القديس فرديناند الذي فرضه عليه الجنرال فرانكو شخصيًا. «في النهاية ما فعله هذا القصف قد أثار غضب المغاربة وجعلهم يلتفون حول المتمردين». وبالتالي لم يتسبب القصف في إلحاق أي ضرر عسكري بالقوات المتمردة فحسب، بل جعل من السهل على السلطات المغربية الموافقة على التعاون أكثر مع جيش المتمردين.